# You Got Lucky
You Got Lucky è il primo singolo di Tom Petty and the Heartbreakers estratto dall'album Long After Dark, pubblicato nel 1982 dalla Backstreet Records.

## Il brano
Diversamente dal suo stile usuale, questo brano è basato sull'accompagnamento dei sintetizzatori piuttosto che delle chitarre. Petty ha dichiarato che il brano è stato scritto su un drum loop, poi ha aggiunto i testi e ha avuto l'idea per l'assolo con la leva del tremolo.
Il brano si è classificato al 20º posto nella classifica Billboard Hot 100 negli Stati Uniti nel 1982.

## Video
Il video musicale del brano è ambientato in un paesaggio postapocalittico, ispirato a quello del film quasi contemporaneo Mad Max 2. Si vedono Tom e gli altri membri della band che entrano in una tenda nel mezzo del deserto dove trovano uno studio di registrazione, mentre da un radio registratore a cassette si sente l'audio del brano, sul quale il chitarrista Mike Campbell suona l'assolo con una Gretsch semiacustica appena ritrovata.

## Tracce
Vinile 7" USA
1. You Got Lucky – 3:37 (Tom Petty, Mike Campbell)
2. Between Two Worlds – 5:10 (Tom Petty, Mike Campbell)

## Formazione
Tom Petty and the Heartbreakers
- Tom Petty – chitarra, voce
- Mike Campbell – chitarra
- Howie Epstein – basso, cori
- Benmont Tench – pianoforte, sintetizzatore
- Stan Lynch – batteria
- Phil Jones – percussioni

## Classifiche
| Classifica (1982-83)            | Posizione massima |
| ------------------------------- | ----------------- |
| Canada (RPM)                    | 30                |
| Stati Uniti (Billboard Hot 100) | 20                |